# 33º Reggimento artiglieria terrestre "Acqui"
Il 33º Reggimento artiglieria terrestre "Acqui" è stato un reparto della brigata meccanizzata "Granatieri di Sardegna" con sede a L'Aquila. Il reggimento è stato sciolto il 27 giugno 2013.

## Il 33º Reggimento Artiglieria da Campagna
Il 33º Reggimento artiglieria fu formato il 1º gennaio 1915 presso Terni con cinque batterie tratte dal 1° e dal 13º Reggimento artiglieria. Combatté durante la prima guerra mondiale sul Cadore, sul Piave e sul Monte Grappa; partecipò quindi alla Battaglia del Solstizio ed a quella di Vittorio Veneto. Venne sciolto nel dopo guerra il 1º agosto 1920.

## Il 33º Reggimento Artiglieria "Acqui"
Il 33º Reggimento venne ricostituito il 4 novembre 1939 con la nuova designazione di 33º Reggimento Artiglieria "Acqui": l'unità era su tre gruppi e fu aggregata alla 33ª Divisione fanteria "Acqui". Con l'entrata in guerra dell'Italia nella seconda guerra mondiale il 10 giugno 1940, il reggimento fu schierato con la divisione "Acqui" dapprima in Piemonte, poi sul fronte greco-albanese, dove guadagnò una Croce di guerra al valor militare. Conclusasi la conquista della Grecia grazie al forte contributo dell'alleata Germania, il 33º con tutta la divisione fu incaricato di presidiare le Isole Ionie; in particolare il reggimento d'artiglieria fu dislocato a Cefalonia, tranne un gruppo distaccato a Corfù.

## L'eccidio di Cefalonia
Dal 10 settembre la 1ª Batteria da 100/17 comandata dal capitano Amos Pampaloni, la 3ª da 100/17 del capitano Renzo Apollonio e la 5ª da 75/13 del capitano Abele Ambrosini furono dislocate ad Argostoli a difesa del comando della divisione; questi, insieme al colonnello Romagnoli (MOVM), furono i primi e più tenaci oppositori alla consegna delle armi ai tedeschi. Il 13 settembre le batterie del 33º, insieme a quelle costiere della Regia Marina, aprirono il fuoco per la prima volta contro le motozattere tedesche che tentavano di sbarcare truppe e mezzi. Dopo un referendum tenutosi il 13 settembre tra le truppe e gli ufficiali della divisione, che decisero di resistere all'ultimatum tedesco, il 15 ebbe inizio una vera e propria battaglia protrattasi fino al 21 settembre; nei combattimenti si distinsero per combattività e coraggio il 33º reggimento e le batterie della marina, le quali continuarono a far fuoco fino all'esaurimento delle munizioni e della glicerina per lubrificare i pezzi. Il 22 settembre la divisione si arrese e fu per la gran parte sterminata dai tedeschi come rappresaglia e grave monito alle altre grandi unità italiane. Il reggimento fu completamente annientato.
A Corfù invece il gruppo distaccato del 33º catturò il 13 settembre, con la collaborazione del 18º reggimento fanteria (al comando del colonnello Luigi Lusignani), il presidio tedesco sull'isola composto da 450-550 uomini dell'esercito regolare; il 21 settembre furono fortunosamente trasferiti in Italia 434 graduati e 7 ufficiali, con la scorta di decine di carabinieri, su pescherecci mobilitati dal locale capo partigiano Papas Spiru: questi furono gli unici prigionieri di guerra tedeschi fatti dal Regno del Sud e dal governo Badoglio. È verosimile che tale stato di cose abbia evitato che le truppe d'occupazione tedesche ripetessero la rappresaglia anche sull'isola di Corfù.
Il 13 settembre si erano uniti al 33º reggimento anche il 1º battaglione del 49º Reggimento fanteria "Parma" agli ordini del colonnello Elio Bettini e altri reparti per un totale di 3.500 uomini. Il 21 settembre i britannici aviolanciarono su Corfù la missione militare Acheron ma tra il 24 e 25 settembre unità tedesche mettevano piede a terra: forti del completo dominio dei cieli, i tedeschi sopraffecero gli italiani che, senza più munizioni, si arresero il 26 settembre dopo furiosi combattimenti, che erano costati la vita a centinaia di soldati dei due reggimenti. Lusignani venne fucilato il giorno dopo insieme a Bettini e altri 27 ufficiali.
Per l'eroico comportamento tenuto durante dei suoi artiglieri, il reggimento meritò la Medaglia d'oro al valor militare.

## Dopoguerra

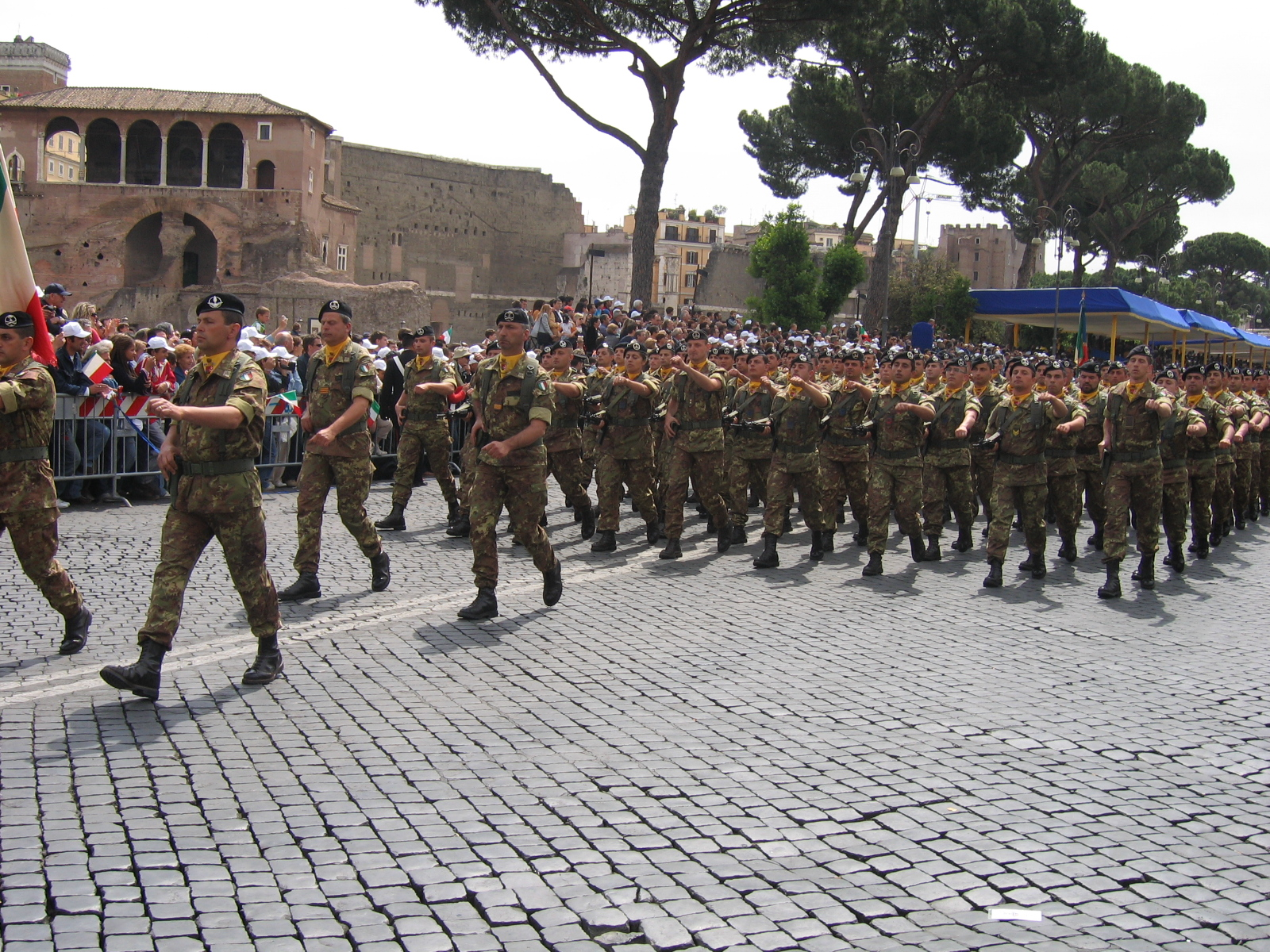
Il 33º Reggimento artiglieria terrestre "Acqui" in sfilata per la Festa della Repubblica italiana il 2 giugno 2006 a Roma

Il reggimento fu ricostituito il 1º febbraio 1947 con la denominazione di 33º Reggimento Artiglieria da Campagna, inquadrato nella Divisione meccanizzata "Folgore" fino al 31 dicembre 1975, quando venne sciolto: le sue tradizioni passarono al 33º Gruppo Artiglieria Pesante "Terni" di Treviso. Nel 1981 il "Terni" transitò alla specialità Pesante Campale, poi il 1º aprile 1993 venne rinominato come 33º Reggimento Artiglieria Pesante Campale "Acqui" a Casarsa della Delizia in provincia di Pordenone. Il 12 settembre 1995 il reggimento fu infine trasferito a L'Aquila presso la Caserma "Pasquali", dove si aggregò il personale del disciolto 48º Reggimento artiglieria da campagna semovente "Taro" dipendente dalla Brigata meccanizzata "Acqui". Nell'ambito del riordino che avrebbe portato allo sciogliemento di quest'ultima unità il 30 giugno 1996, il 33º fu inserito nella Brigata meccanizzata "Granatieri di Sardegna" il 15 maggio 1996, affiancando prima e rimpiazzando poi il 7º reggimento artiglieria da campagna semovente "Cremona".

## Terremoto dell'Aquila del 2009
Insieme agli alpini del 9º Reggimento Alpini e agli allievi della Scuola ispettori e sovrintendenti della Guardia di Finanza di Coppito, gli artiglieri del 33º sono stati i primi a intervenire a pochi minuti dal terremoto che colpì L'Aquila nel 2009, sia soccorrendo le vittime sia collaborando alla ricostruzione e alla rimozione delle macerie nei mesi successivi. Inoltre hanno partecipano all'Operazione Strade Sicure nel centro storico per prevenire gli episodi di sciacallaggio. La caserma "Pasquali" del 33º reggimento, danneggiata in alcune delle sue palazzine, ospita ora anche il Comando Militare Esercito "Abruzzo" (le cui sue strutture sono inagibili) e il Reparto Operativo d'Emergenza (ROE) del Corpo militare dell'ACISMOM.

## Lo scioglimento
Il reggimento è stato sciolto il 27 giugno 2013 alla presenza delle autorità civili, militari e religiose della città dell'Aquila. La bandiera di guerra è custodita al Sacrario delle bandiere del Vittoriano.

## Stemma araldico

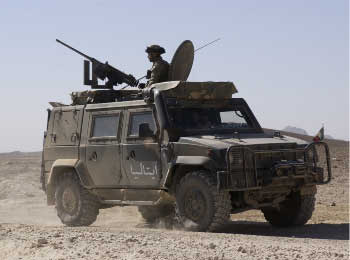
VTLM Lince

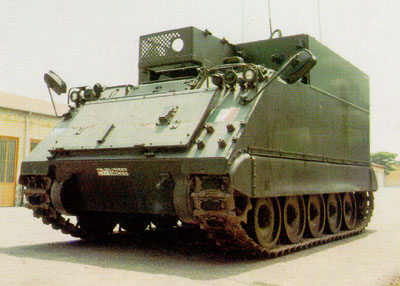
M577

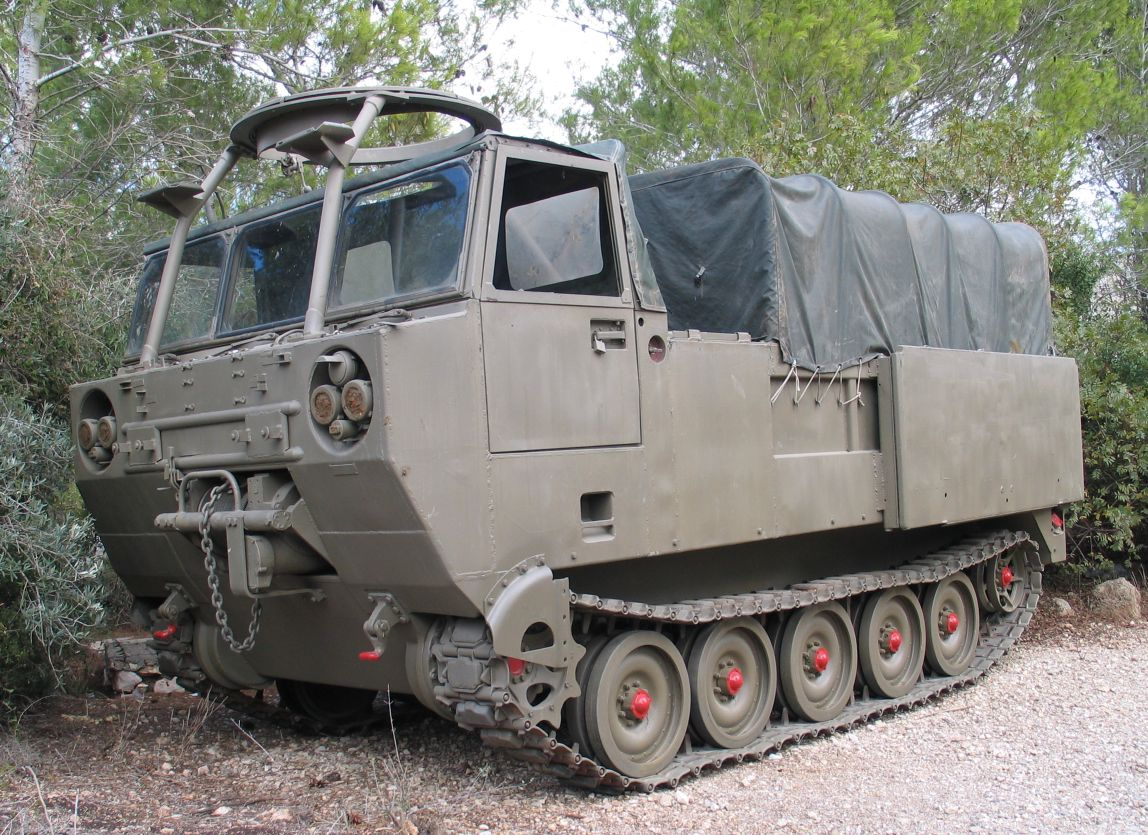
M548

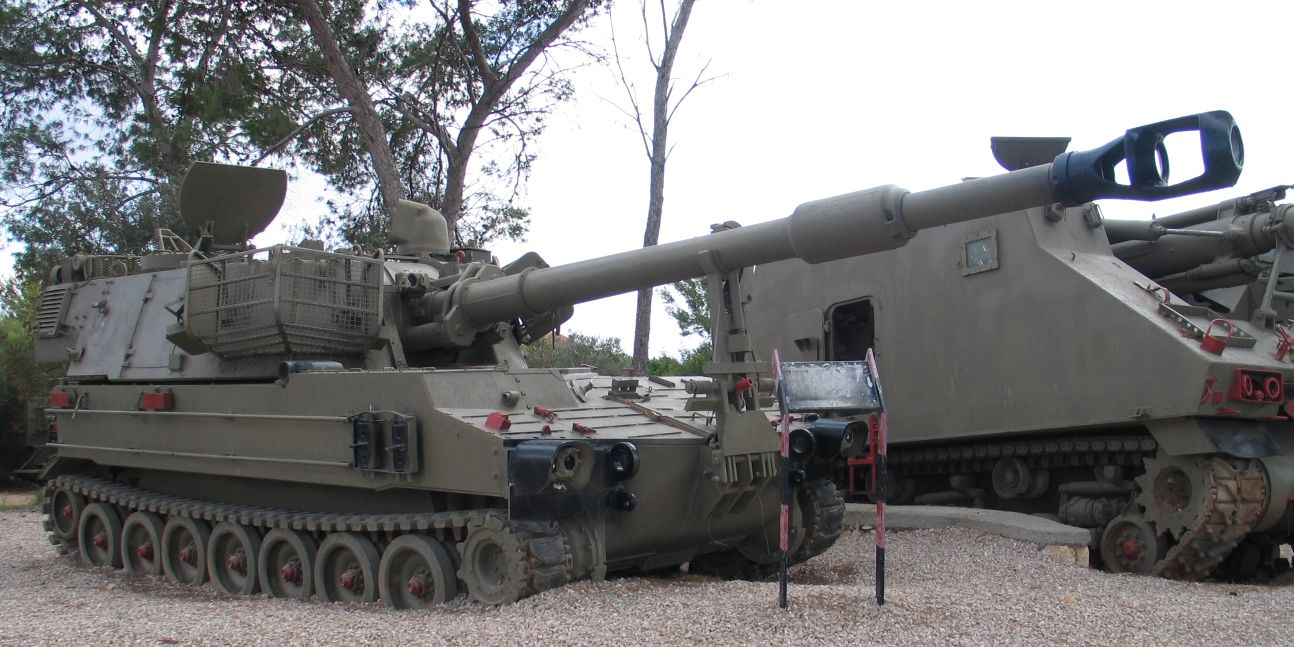
M109

### Scudo
Interzato in palo. Nel primo, troncato: a) di rosso al drago d'oro, b) d'azzurro ai ter monti al naturale; nel secondo di rosso al palo di nero caricato in cuore dell'elmo di Scanderbeg in oro; nel terzo, troncato: a) di rosso alla croce vuota pomettata, d'argento (Pisa), b) d'argento alla croce di rosso (Padova). Il tutto abbassato al capo d'oro, caricato del quartierfranco d'argento alla croce di rosso.

### Ornamenti esteriori
Sullo scudo corona turrita d'oro, accompagnata sotto da due nastri annodati nella corona, scendenti e svolazzanti in sbarra e in banda al lato dello scudo, rappresentativi delle ricompense al Valore. Sotto lo scudo su lista bifida d'oro, svolazzante, con la concavità rivolta verso l'alto, il motto "Alto l'onor tenemmo".

## Armi e mezzi in dotazione
Al momento dello scioglimento le dotazioni erano le seguenti.

### Armamento
- Beretta 92FS
- Beretta AR 70/90
- FN Minimi
- Beretta MG 42/59
- Browning M2
- OD 82/SE

### Mezzi
- Land Rover AR 90
- Iveco LMV
- Iveco VM 90
- Iveco ACM 80/90
- M577 - veicolo comando gruppo artiglieria
- M548 - veicolo trasporto munizioni
- M109L - obice semovente da 155 mm

## Il reggimento nell'arte
Il film Il mandolino del capitano Corelli, tratto dall'omonimo romanzo, è ispirato alle vicende di un capitano italiano a Cefalonia nel quale si potrebbe riconoscere il capitano Amos Pampaloni (interpretato da Nicolas Cage), comandante della 1ª batteria del 33º reggimento. L'autore del romanzo Louis de Bernières ha tuttavia negato di aver preso spunto dalle vicende personali del capitano Pampaloni per scrivere la sua opera).